# آلن رابرتس
آلن رابرتس (انگلیسی: Allene Roberts؛ (زادهٔ ۱ سپتامبر ۱۹۲۸ - درگذشت ۱۲ مه ۲۰۱۹) یک هنرپیشه اهل ایالات متحده آمریکا است.
وی بازیگر فیلم‌هایی همچون خانه قرمز و سانتا فه بوده‌است.